# Grazer Damm
Der Grazer Damm ist eine Straße im Süden des Berliner Ortsteils Schöneberg. Die sechsstreifige Durchgangsstraße mit begrüntem Mittelstreifen führt auf einer Länge von 1,3 Kilometern in Nord-Süd-Richtung vom Autobahnkreuz Schöneberg bis zum Insulaner an der Grenze zum Ortsteil Steglitz. Der Grazer Damm entstand Ende der 1930er Jahre im Zusammenhang mit dem Bau der mittlerweile denkmalgeschützten Siedlung am Grazer Damm. Nachdem Österreich 1938 an das Deutsche Reich „angeschlossen“ worden war, wurde der Grazer Damm 1939 nach Graz benannt, der Hauptstadt des damaligen Gaus und heutigen österreichischen Bundeslandes Steiermark.

## Verlauf
Der Grazer Damm beginnt in Fortsetzung der Anschlussstelle Grazer Damm des Autobahnkreuzes Schöneberg, an dem sich der Berliner Stadtring (A 100) und die Westtangente (A 103) kreuzen. Hinter der Kreuzung des Vorarlberger Damms verläuft er in Nord-Süd-Richtung durch die Siedlung am Grazer Damm. Nach etwa 300 Metern überquert die Straße den Grazer Platz, an dessen Westseite die 1903 erbaute Nathanael-Kirche steht. An der dahinter liegenden Peter-Vischer-Straße setzt sich die Siedlung am Grazer Damm nur noch auf der östlichen Straßenseite fort, die Westseite wird vom Gelände des Auguste-Viktoria-Krankenhauses (AVK) eingenommen. Weiter südlich münden auf der Ostseite die Brüggemann- und die Overbeckstraße in den Grazer Damm, bis die Straße die große Kreuzung am Insulaner an der Ortsteilgrenze zu Steglitz erreicht. An dieser Kreuzung mit dem Prellerweg, der als Fortsetzung der Thorwaldsenstraße zum S-Bahnhof Priesterweg führt, endet der Grazer Damm und geht in den Munsterdamm in Richtung Südende weiter.

## Siedlung am Grazer Damm

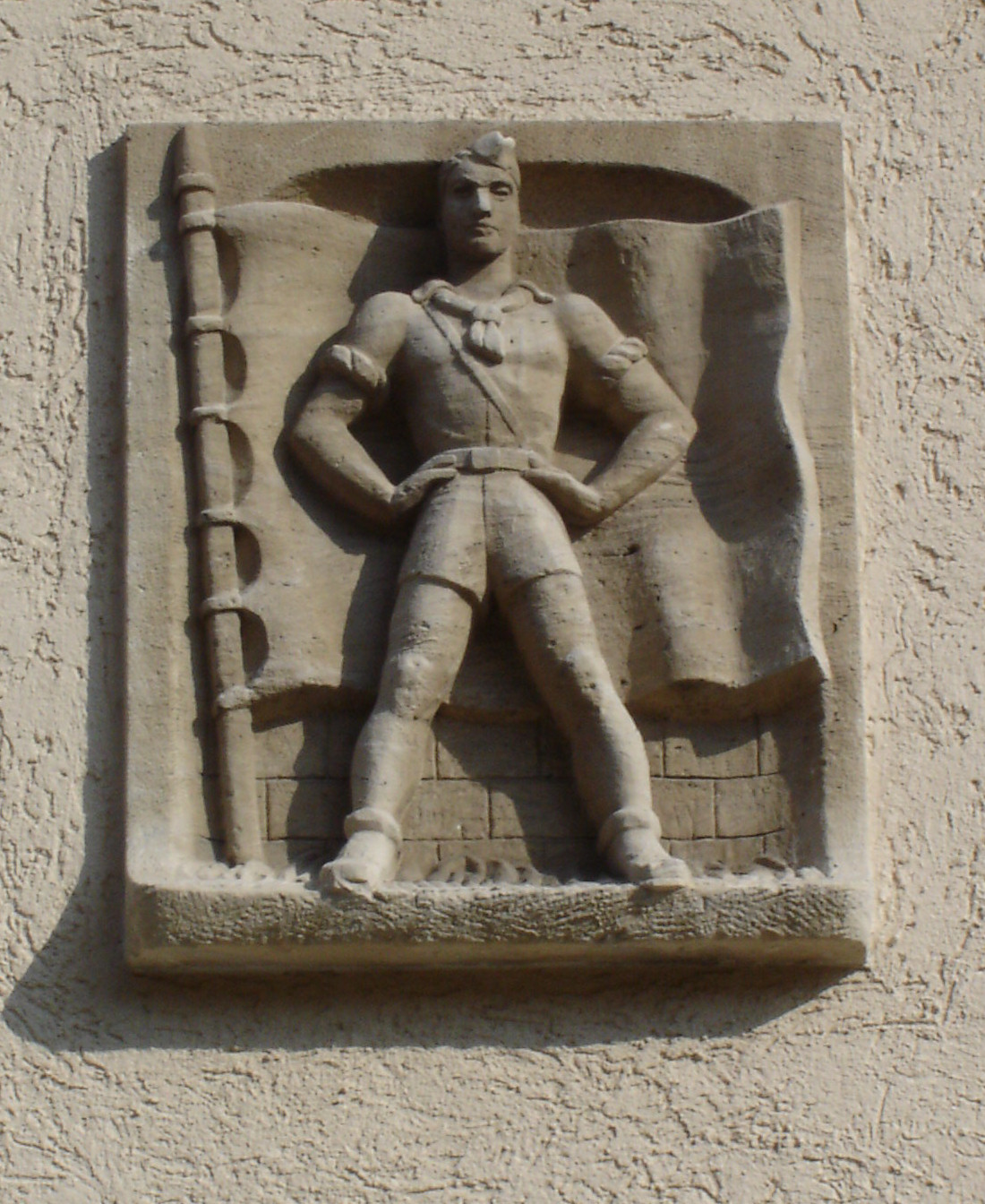
Der Hitlerjunge auf der Reliefplatte in der Kauschstraße 5 erinnert an die Geschichte der Siedlung am Grazer Damm

Die Siedlung am Grazer Damm besteht aus sechs Häuserblöcken, zwei westlich, vier östlich der namensgebenden Straße. Sie wurde zwischen 1938 und 1940 von den Architekten Ludwig Spreitzer, Hugo Virchow, Richard Pardon, Carl Cramer und Ernst Danneberg erbaut und ist eines der wenigen Beispiele für Wohnungsbauarchitektur der nationalsozialistischen Ära. Mittlerweile ist die Siedlung denkmalgeschützt. Die rund 2000 Wohnungen – sie ist die größte vollendete Siedlung aus der Zeit des Nationalsozialismus in Berlin – waren als „Volkswohnungen“ für Arbeiter geplant und ursprünglich relativ einfach ausgestattet. Sie wurden in den 1980er Jahren modernisiert. Die Geschichte der Siedlung lässt sich noch an den Motiven einiger Reliefplatten über den Hauseingängen erkennen. Die  Blockrandbebauung wurde an weniger repräsentativen Stellen offen gelassen: Das Planungsprinzip dahinter hieß Luftschutzgerechte Stadt und sollte den Luftdruck von Sprengbomben entweichen lassen und bei Bränden einen Kamineffekt verhindern, bei dem Flammen durch den Sog im ganzen Haus um sich greifen. Die nationalsozialistischen Planer nahmen im Wohnungsbau den Bombenkrieg bereits vorweg, obwohl sich die Nationalsozialisten offiziell noch als friedliebend darzustellen versuchten. Ebenso wurde für diese Häuser ein niedrigerer Baustandard als noch in der Weimarer Republik möglich angewendet: Ein Erlass von 1935 legte die Maßstäbe für „Volkswohnungen“ fest. Es wurde die Errichtung „billigster Mietwohnungen in ein- und mehrgeschossiger Bauweise, die hinsichtlich Wohnraum und Ausstattung äußerste Beschränkung aufweisen“ gefordert. Bauherren erhielten nur dann Fördergelder, wenn die Baukosten unter 3500 Mark pro Wohnung lagen. So hatten ursprünglich höchstens ein Drittel der Wohnungen Balkone.
Bis Juni 2004 gehörten die Wohnungen der landeseigenen Wohnungsbaugesellschaft GSW. Nach dem Verkauf der GSW an einen privaten Investor erwarb das Unternehmen Vivacon AG im Oktober 2004 die Siedlung; bereits im Dezember 2004 verkaufte die Vivacon 886 der insgesamt 1529 Wohnungen an die österreichische Conwert AG. Der neue Besitzer möchte die Wohnungen verkaufen, wobei den Mietern Vorrang beim Kauf ihrer eigenen Wohnung eingeräumt wird. Allerdings sind die wenigsten Mieter dazu finanziell in der Lage: nur 27 % sind erwerbstätig, 18 % sind arbeitslos, 49 % sind Ruheständler (Stand: 2006). Die Vivacon begann mit Sanierungsarbeiten und dem Anbau von Balkonen. Dies führte zu Protesten, weil viele finanziell schlechter gestellte Mieter die damit verbundenen Mietsteigungen von bis zu 20 % nicht bewältigen können. Der Berliner Mieterverein wirft den Eigentümern in diesem Zusammenhang vor, unnötige Modernisierungen vorzunehmen, um die Wohnungen zu einem höheren Preis weiterveräußern zu können.